# Взлётно-посадочная полоса

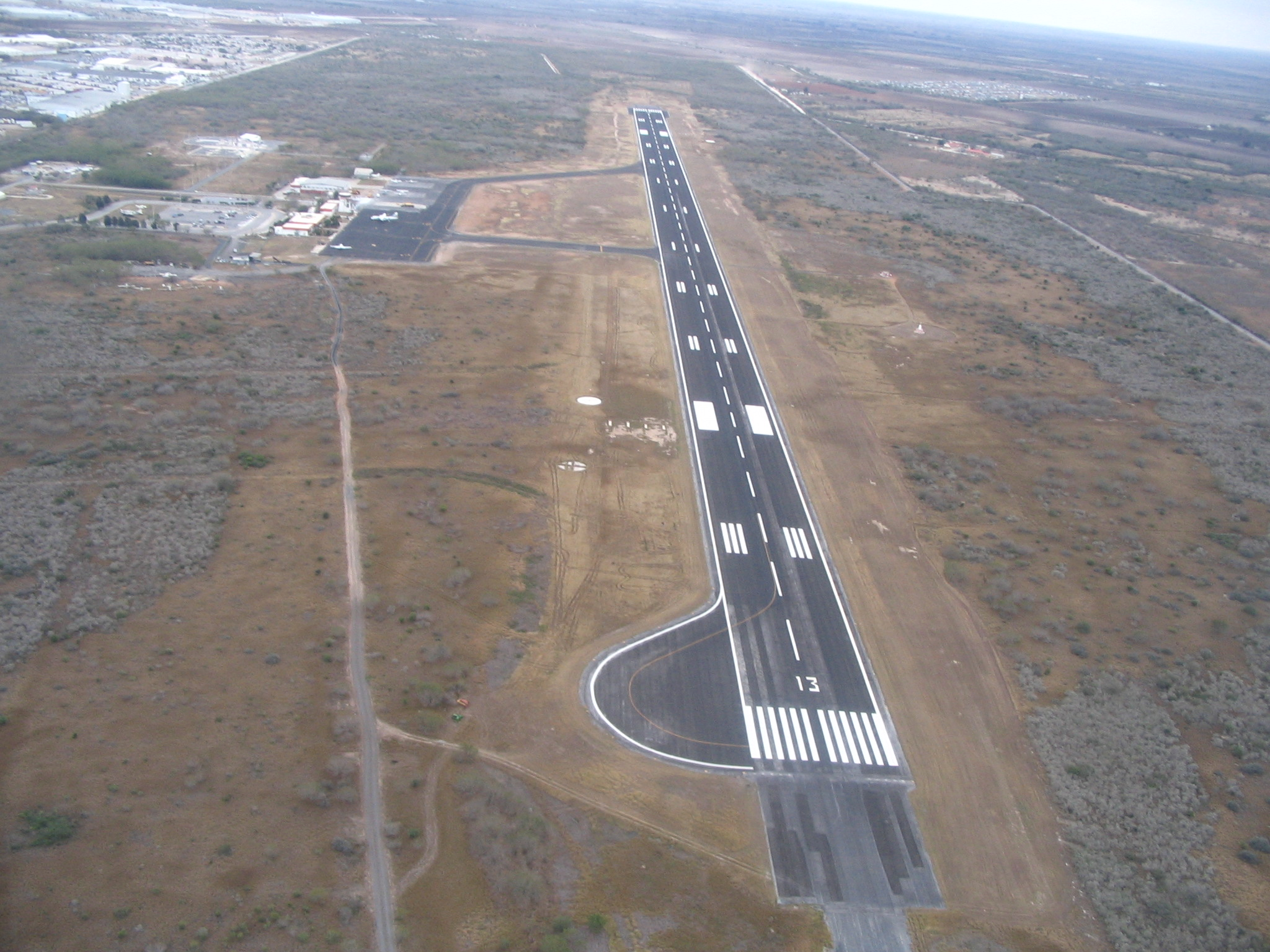
Искусственная взлётно-посадочная полоса аэропорта Рейноса, Мексика

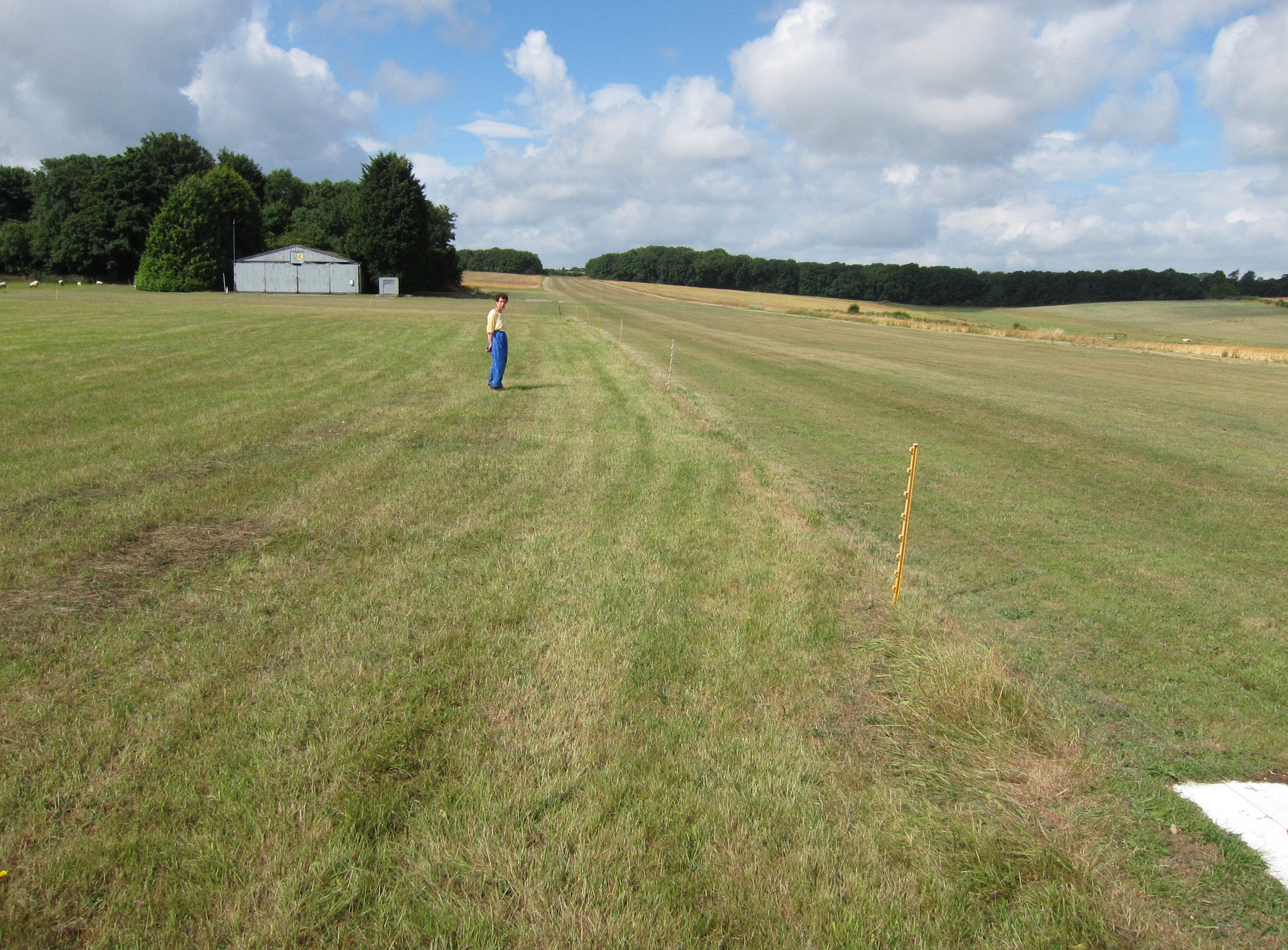
Грунтовая взлётно-посадочная полоса (ГВПП)

Взлётно-посадочная полоса (ВПП) — определённый прямоугольный участок сухопутного аэродрома, подготовленный для посадки и взлёта воздушных судов.
Различают взлётно-посадочные полосы с грунтовым и искусственным покрытием:
- ГВПП — грунтовая взлётно-посадочная полоса;
- ИВПП — искусственная взлётно-посадочная полоса.

## Обозначение и размеры

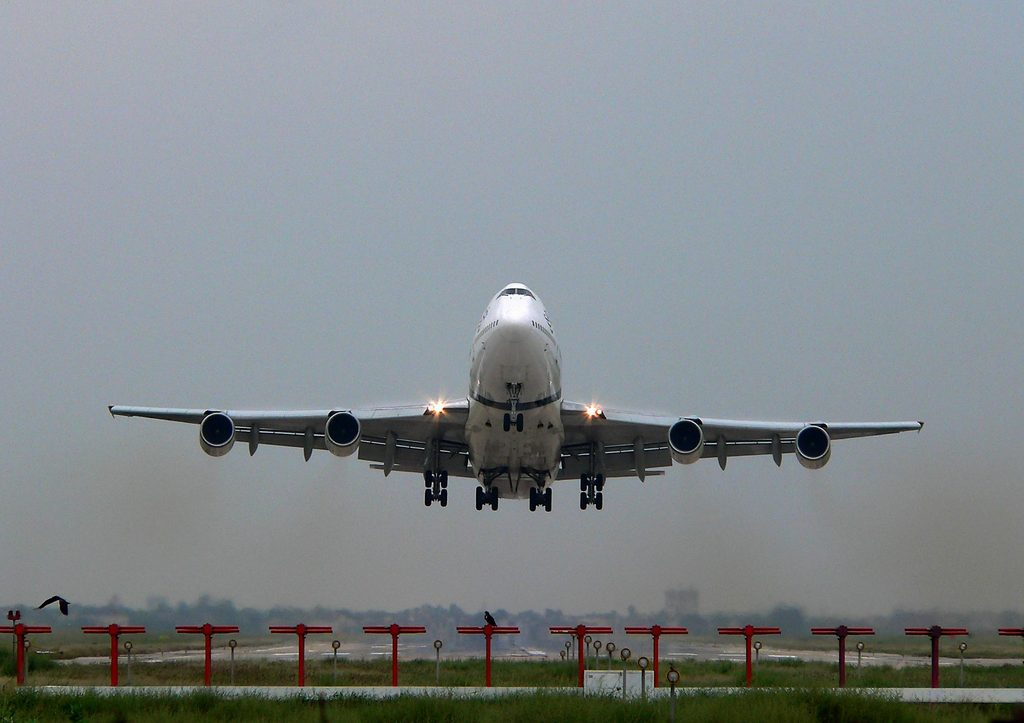
Отрыв от ВПП

Взлётно-посадочные полосы имеют посадочный магнитный путевой угол (ПМПУ), определяемый согласно магнитному курсу, на котором они расположены. Значение курса округляют до десятков. Нулевой курс заменяют курсом 360°.
Например, в новосибирском аэропорту Толмачёво ВПП-1 имеет магнитный курс 72°, её обозначение — ВПП 07. Любая полоса «направлена» одновременно в две стороны, разница между которыми равна 180°. Следовательно, противоположный курс — 252°. Таким образом, первая полоса в Толмачёве будет иметь обозначение ВПП 07/25.

Соответствие ПМПУ магнитному курсу

Часто в аэропортах с двумя и более полосами они располагаются параллельно — то есть на одном и том же курсе. В таких случаях к числовому обозначению добавляют буквенное — L (левая), C (центральная) и R (правая).
К примеру, в чикагском аэропорту Мидуэй сразу три полосы расположены на одном курсе — 136°/316°. Соответственно, они имеют такие обозначения: ВПП 13L/31R, ВПП 13C/31C и ВПП 13R/31L.
В парижском аэропорту имени Шарля де Голля все четыре ВПП имеют одинаковый курс и во избежание путаницы обозначены как 08L/26R, 08R/26L, 09L/27R, 09R/27L.
В эфире радиообмена между пилотами и диспетчерами полосы называют, например, «ВПП ноль два» или «ВПП один три центр».
Размеры взлётно-посадочных полос могут быть весьма различны, от совсем маленьких — 300 метров в длину и 10 метров в ширину, до огромных — 5500 метров в длину (Бамда) и до 105 метров в ширину (Ульяновск).
Самые маленькие используют для лёгкой и сверхлёгкой (СЛА) авиации. Так, например, для дельталёта (мотодельтаплана) достаточно ста метров разбега при взлёте и столько же для пробега при посадке.
Самые крупные полосы строят в больших международных аэропортах и на авиазаводах.
Классификация взлётно-посадочных полос (согласно Федеральным авиационным правилам от 25 августа 2015 г. N 262):
| Показатель                                       | Класс ВПП | Класс ВПП | Класс ВПП | Класс ВПП | Класс ВПП | Класс ВПП |
| ------------------------------------------------ | --------- | --------- | --------- | --------- | --------- | --------- |
| Показатель                                       | А         | Б         | В         | Г         | Д         | Е         |
| Минимальная длина ВПП в стандартных условиях, м  | 3200      | 2600      | 1800      | 1300      | 1000      | 500       |
| Минимальная ширина ВПП в стандартных условиях, м | 60        | 45        | 42        | 35        | 28        | 21        |
| Количество плит ПАГ-14/18 для сооружения ВПП, шт | 16020     | 9982      | 6300      | 3906      | 2338      | 924       |

Стандартные условия характеризуются сочетанием следующих условий: стандартные атмосферные условия (температура воздуха 15°С, атмосферное давление 101325 Па, относительная влажность воздуха 0%), нулевое превышение над уровнем моря, отсутствие ветра.
Пересчёт длины ВПП из фактических условий в стандартные (и обратно) производится в соответствии с методикой 6.04-2464  Приложение N 2.1  к МОС ФАП (гл. II)

## Покрытие
Покрытие для взлётно-посадочных полос (также и для рулёжных дорожек, стоянок) используется также различное. Существуют грунтовые, гравийные, асфальтовые и железобетонные полосы, причём в последнем случае ВПП могут быть как цельнолитые, так и выложенные из готовых стандартных рифлёных плит аэродромного покрытия типа ПАГ-14, ПАГ-18, ПАГ-20 (отличающиеся грузонапряжённостью).

Взлётно-посадочная полоса с искусственным покрытием обозначается аббревиатурой «ИВПП».
Грунтовые аэродромы в непогоду «раскисают», что делает невозможным их эксплуатацию. В годы Второй мировой войны и после широко применялось легкосборное покрытие из стальных профилированных полос, скрепляемых друг с другом, и в сборе образующее полотно, укладываемое непосредственно на грунт («Marston mat» производства США и К1Д производства СССР). Такое покрытие до настоящего времени можно встретить на небольших аэродромах и особенно — вертодромах.

## Светосигнальное оборудование

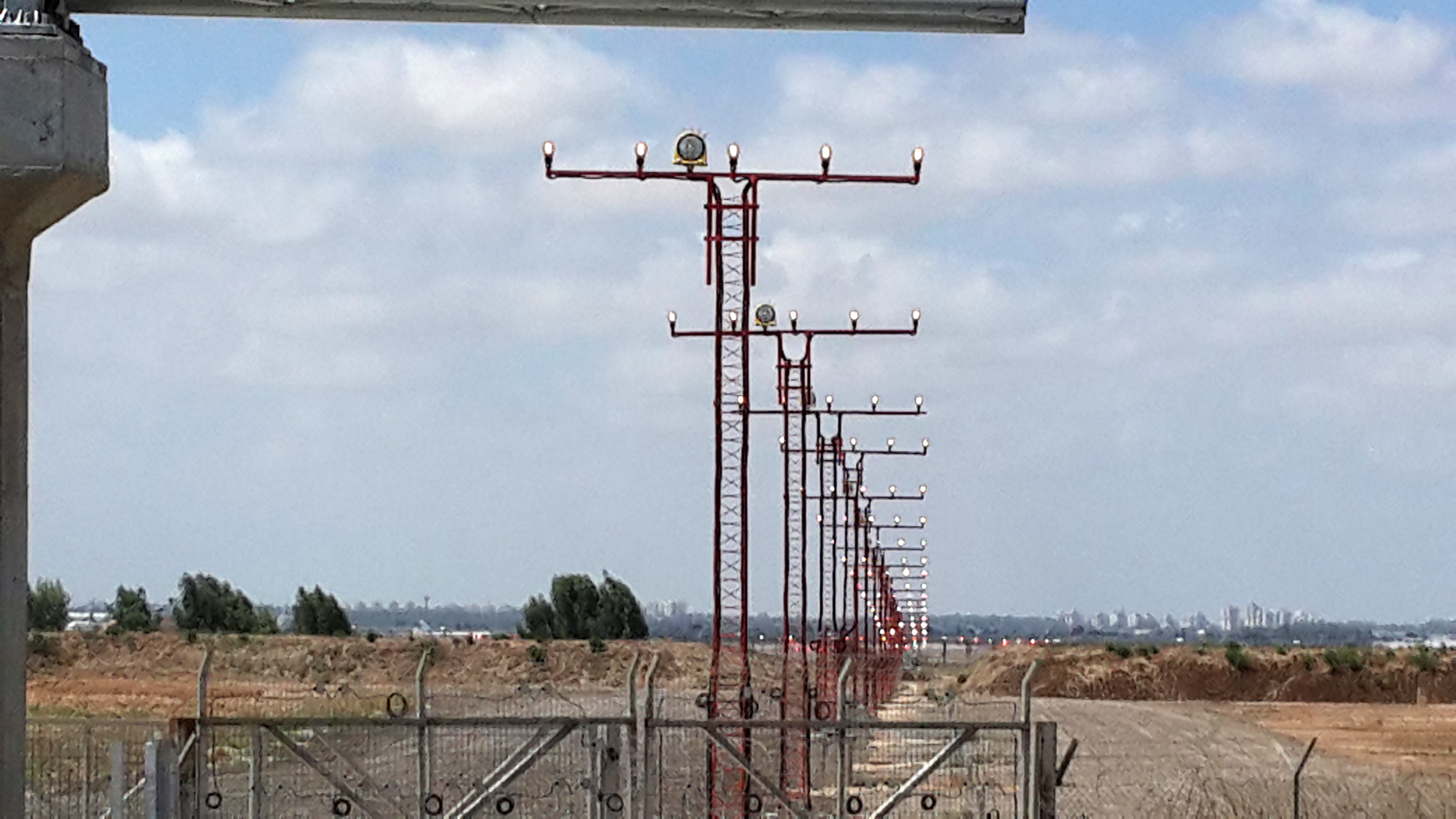
ОВИ полосы 03/21 аэропорта имени Бен Гуриона

Основная задача светосигнального оборудования (ССО) взлётно-посадочной полосы — обеспечивать безопасную посадку и взлёт воздушных судов в тёмное время суток и в сумерках, а также в условиях ограниченной видимости.
Основные типы ССО: огни малой интенсивности (ОМИ), используемые для не категорированного захода на посадку, и огни высокой интенсивности (ОВИ), используемые для захода на посадку по I, II, III категории.
ОВИ представляет собой световую полосу чаще всего белого цвета — стробы — длиной 500—700 метров. При заходе на посадку пилот пользуется стробами для визуального контроля положения самолёта относительно курса ВПП. Порог (торец) полосы обозначен практически сплошной линией зелёных огней, расположенной перпендикулярно полосе стробов. Осевая линия самой полосы также обозначена белыми огнями. Кромки ВПП — жёлтыми.

## Разметка ВПП
Разметка необходима для точной и безопасной посадки самолёта на полосу. Разметка ВПП весьма отличается от автодорожной.
Слева направо:
- Концевая полоса безопасности (КПБ) (жёлтые шевроны). Предназначена для защиты поверхности земли от обдувания мощными струями выхлопов реактивных двигателей (чтобы не разрушать поверхность, не поднимать пыль и т. д.), а также для случаев выкатывания за ВПП. Летательным аппаратам запрещено находиться на КПБ, потому что её поверхность не рассчитана на их вес.
- Торец ВПП — поперечная линия, ограничивающая искусственное покрытие ВПП и расположенная под прямым углом к ее продольной оси.
- Зона за смещённым порогом (белые стрелки) — зона ВПП, где разрешено руление, разбег и пробег летательных аппаратов, но не посадка.
- Порог (белые полосы в виде «зебры») — начало ВПП, обозначает начало места, где можно приземляться. Порог сделан таким для того, чтобы быть заметным издалека. Количество линий зависит от ширины ВПП. Как правило, торец ВПП и порог ВПП совпадают, но в отдельных случаях порог ВПП может быть перенесён, и в таких случаях порог ВПП называется смещённым порогом. На данном рисунке изображён именно такой вариант.
- Маркированный номер и, если необходимо, буква (Л/L — левая, П/R — правая Ц/С — центральная)
- Зона приземления (параллельные прямоугольники, расположенные по обеим сторонам от оси ВПП, начинаются в 150 м от порога ВПП. Количество прямоугольников определяется классом полосы[4]).
- Отметка фиксированного расстояния (большие прямоугольники, располагаются в 300 м от порога ВПП). При идеальной посадке пилот глазами «удерживает» зону приземления, и касание происходит непосредственно в зоне посадки.

Необходимым атрибутом разметки являются также осевая и иногда боковые линии. На схеме не показана контрольная точка аэродрома (КТА), которая обозначается на геометрическом центре ВПП в виде окружности белого цвета. Если аэродром имеет более одной взлётно-посадочной полосы, то КТА рисуется только на главной (самой большой) ВПП аэродрома.

## Активная (рабочая) полоса
Активная полоса (рабочая полоса) — это взлётно-посадочная полоса, используемая для взлётов и (или) посадок воздушных судов в данный момент времени.
Основной фактор выбора ВПП для посадки или взлёта — это направление ветра. Из законов аэродинамики следует, что при встречном ветре уменьшается путевая скорость летательного аппарата, что на практике означает уменьшение длины разбега на взлёте и пробега при посадке, что, в свою очередь, положительно сказывается на безопасности выполнения полёта. В связи с этим предпочтение уделяется полосе, на которой составляющая встречного ветра наибольшая, а бокового — наименьшая. На практике, рабочая ВПП может быть определена даже с попутной составляющей ветра. Ремонтные работы, неисправность оборудования посадки, орнитологическая обстановка и даже авиационное происшествие — те факторы, которые могут повлиять на выбор ВПП.
В аэропортах с одной или несколькими параллельными ВПП пилотам зачастую приходится сажать самолёты с боковым ветром вплоть до 90°. Но в крупных аэропортах полосы часто располагают под углом друг к другу. К примеру, в аэропорту Сан-Франциско четыре взлётно-посадочные полосы — одна пара параллельных между собой ВПП практически перпендикулярно пересекается другой парой параллельных ВПП. В аэропорту Лас-Вегаса, который также имеет четыре ВПП, угол между двумя парами параллельных полос составляет 60°. В крупнейшем аэропорту Чикаго — О’Хара — шесть ВПП в трёх разных направлениях, в аэропорту Амстердама Схипхол — шесть полос в четырёх направлениях, причём некоторые полосы и рулёжные дорожки пересекают каналы. Такая конфигурация полос зачастую облегчает жизнь пилотам и диспетчерам, но и тут есть и свои недостатки — сам факт пересечения полос уже несёт в себе определённую опасность.
В аэропортах с двумя или более полосами часто применяют практику использования одной полосы для взлёта, другой — для посадки. Так, в московском Шереметьево ВПП 06R/24L используют в основном только для взлёта, а 06C/24C — для посадки. Однако в связи с близостью полос выполнять эти операции одновременно не допускается (одним из условий разрешения на совместную эксплуатацию параллельных ВПП является выполнение требования: расстояние между полосами должно быть более 1,5—2 км).
Аэропорты Домодедово и Пулково — единственные в России аэропорты, позволяющие использовать обе ВПП независимо и одновременно (режимы ВП — взлёт-посадка и ВВ — взлёт-взлёт).
Сообщать экипажам самолётов номер активной (рабочей) полосы (а также погоду — скорость и направление ветра у поверхности земли, видимость, облачность, температуру воздуха, давление и т. п.) в небольших аэропортах — обязанность авиадиспетчера, а в крупных аэропортах это осуществляется с помощью системы автоматического радиовещания метеорологической информации АТИС.

## Самые длинные ВПП в мире
1. Грунтовая ВПП 17/35 на авиабазе Эдвардс, США, расположенная на поверхности высохшего озера Роджерс, — 11 917×297 м
2. ВПП 14/32 в аэропорту города Чамдо, КНР — 5 500 м.
3. ВПП 12/30 в аэропорту Жуковский (ЛИИ им. Громова), Россия — 5 402×120 м[6].
4. ВПП 20/02 на аэродроме Ульяновск-Восточный, Россия — 5 000×97 м.
5. ВПП в аэропорту Шигадзе, КНР — 5 000 м.
6. ВПП 20/02 на аэродроме Эмбраер, Бразилия — 4 967 м.
7. ВПП 17/35 в аэропорту города Апингтона[англ.], ЮАР — 4 900×60 м[7].

## Самые короткие ВПП в мире
1. Самой короткой ВПП (на международных аэропортах) в мире принято считать полосу аэропорта Хуанчо-Ираускин, на острове Саба (архипелаг Малые Антильские острова). Её длина всего 396 метров[8][9].
2. ВПП аэропорта имени Тэнцинга и Хиллари (Непал) — 527 м[10][11].
3. В России одной из самых коротких взлётно-посадочных полос является ИВПП аэродрома Новонежино, Приморский край, длиною 472 метра. Строго говоря, это бывший военный вертодром.

## Дополнительно
- В Гибралтарском аэропорту, который расположен в очень ограниченном пространстве, взлётно-посадочная полоса пересекает автомобильную дорогу, где имеется переезд (36°09′05″ с. ш. 5°20′55″ з. д.HGЯO), схожий с железнодорожным.
- В аэропорту Новозеландского города Гисборн (38°39′57″ ю. ш. 177°58′40″ в. д.HGЯO) и на экспериментальном аэродроме Дзёмги (50°36′50″ с. ш. 137°04′53″ в. д.HGЯO) (Россия) имеются железнодорожные переезды на пересечении взлётно-посадочной полосы и линий железной дороги.
- Единственный в мире аэропорт без взлётно-посадочной полосы — это аэропорт Барра (57°01′31″ с. ш. 7°26′57″ з. д.HGЯO), расположенный на острове Барра в Шотландии (Великобритания). Самолёт садится прямо на песок во время отлива, на места, отмеченные деревянными знаками. Так как аэропорт располагается непосредственно на пляже, то перед приёмом или отправлением самолёта поднимается ветроуказатель, что является не только указателем силы и направления ветра для экипажа самолёта, но и требованием для отдыхающих освободить зону аэропорта. Соответственно аэропорт не работает во время прилива, поскольку его территория затопляется.
- Одна из самых оригинальных[источник не указан 2302 дня] взлётно-посадочных полос является ВПП португальского аэропорта на острове Мадейра (Аэропорт Криштиану Роналду или Аэропорт Фуншала), часть которой представляет собой эстакаду. Кроме того под ВПП проходит автодорога.